# Chính phủ Hàn Quốc
Chính phủ Hàn Quốc là chính quyền trung ương của nhà nước Đại Hàn Dân Quốc. Cũng giống như ở nhiều quốc gia khác trên thế giới, cơ quan này được chia làm 3 nhánh Lập pháp, Hành pháp và Tư pháp. Các nhánh hành pháp và lập pháp hoạt động chủ yếu ở cấp quốc gia, mặc dù hiện nay, có nhiều Bộ trong lĩnh vực hành pháp cũng thường thực hiện thêm một số chức năng ở cấp độ địa phương. Chính quyền địa phương là chính quyền bán tự trị, đồng thời cũng có các cơ quan hành pháp và lập pháp riêng - ngoại trừ trường hợp của đảo Jeju (vùng lãnh thổ được cấp quyền tự trị ở mức độ cao nhất). Nhánh tư pháp hoạt động ở cả cấp trung ương và địa phương. Cơ cấu của chính phủ Hàn Quốc được xác định bởi Hiến pháp Hàn Quốc (đã được sửa đổi nhiều lần kể từ khi ban hành lần đầu vào năm 1948), tuy nhiên, cơ quan này đã giữ lại nhiều đặc điểm chung, ngoại trừ thời Đệ nhị Cộng hòa luôn có một hệ thống Tổng thống chế với một người đứng đầu nhánh hành pháp và tương đối độc lập.
Để là một hệ thống tam quyền phân lập ổn định nhất, một hệ thống kiểm tra và cân bằng kỹ lưỡng đã được áp dụng. Ví dụ, các thẩm phán của Toà án Hiến pháp được một phần bổ nhiệm bởi cơ quan hành pháp, và một phần bởi lập pháp. Tương tự như vậy, khi một quyết định luận tội được thông qua bởi cơ quan lập pháp, nó sẽ được chuyển tiếp lên Tòa án Tối cao để có thể đưa ra phán quyết cuối cùng.

## Nhánh Lập pháp

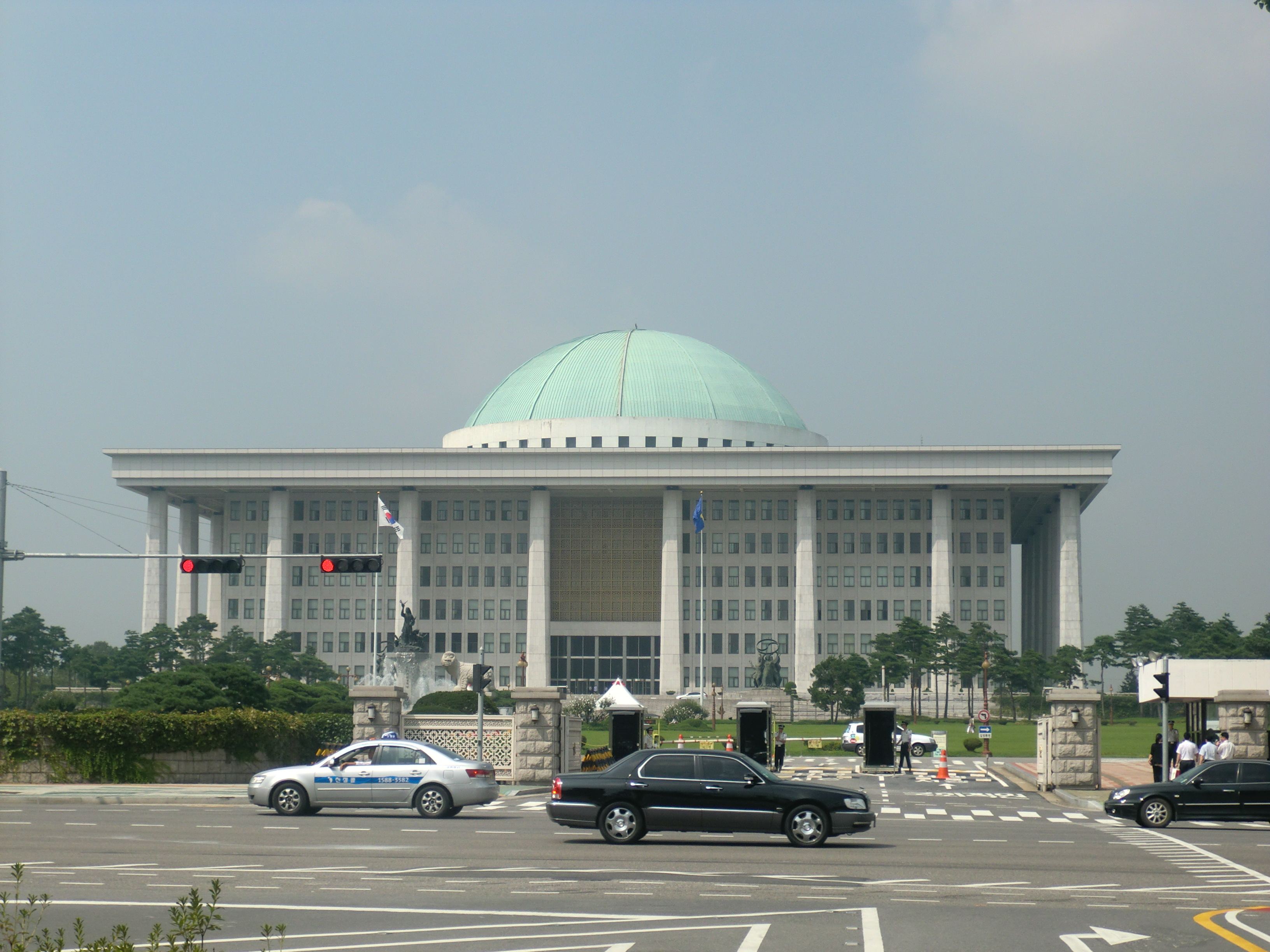
Tòa nhà Quốc hội, Seoul nhìn từ xa.

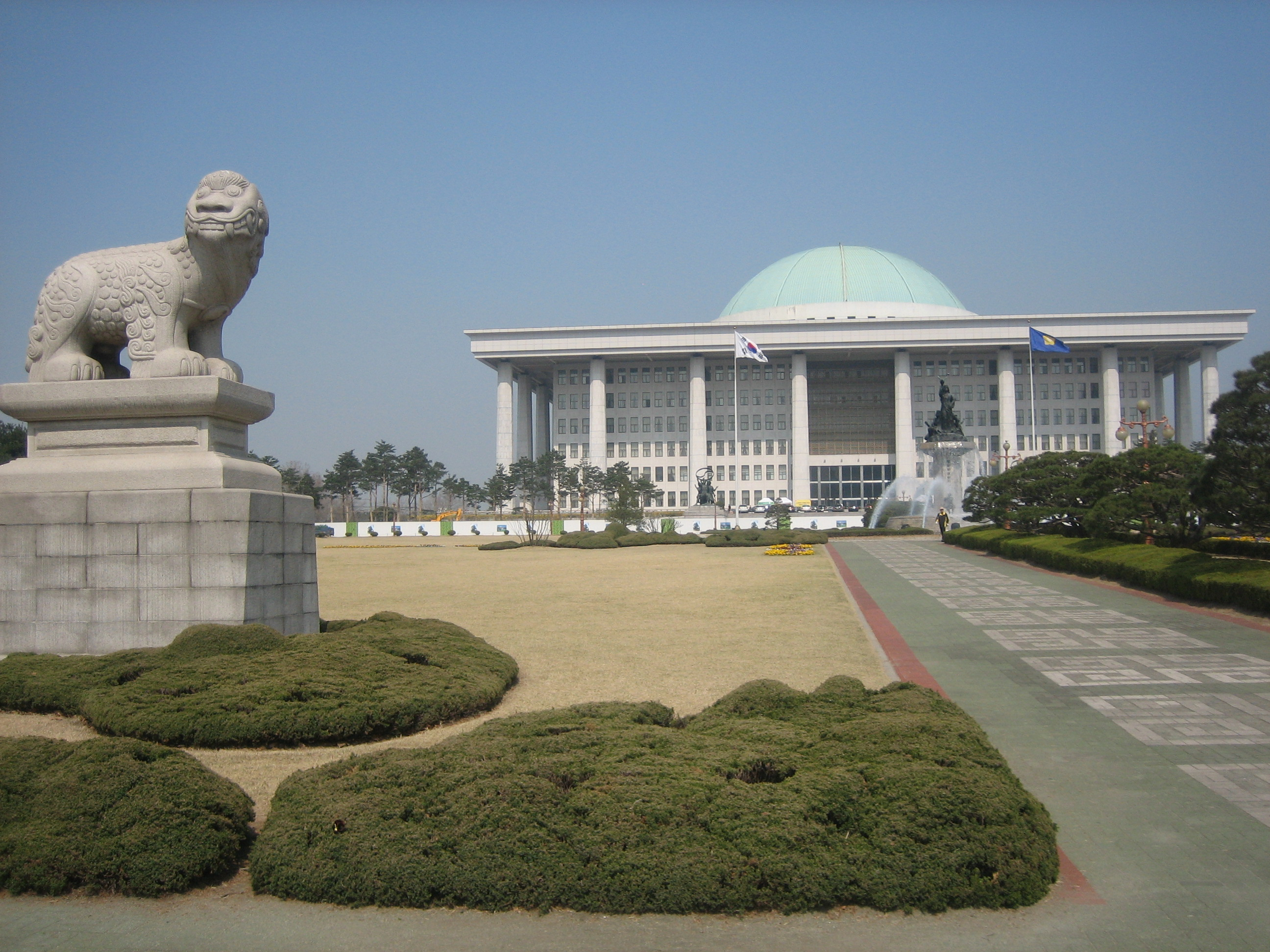
Tòa nhà Quốc hội, Seoul

Phòng họp chính của Quốc hội

Ở cấp quốc gia, nhánh lập pháp bao gồm Quốc hội Hàn Quốc - cơ quan lập pháp đơn viện. Hầu hết 300 thành viên được bầu cử từ các đơn vị bầu cử một thành viên; tuy nhiên, 56 người được bầu thông qua đại diện tỷ lệ. Các thành viên của Quốc hội phục vụ bốn năm; trong trường hợp một thành viên không thể hoàn thành nhiệm kỳ của mình, một cuộc bầu cử phụ được tổ chức. Quốc hội chịu trách nhiệm về việc thảo luận và thông qua luật pháp, kiểm toán ngân sách và thủ tục hành chính, phê chuẩn các hiệp ước, và thông qua các sắc lệnh của nhà nước. Ngoài ra, Quốc hội có khả năng buộc tội hoặc đề nghị loại bỏ các quan chức cấp cao.
Quốc hội thành lập 17 ủy ban thường trực để thảo luận các vấn đề chính sách chi tiết. Phần lớn, những ý kiến này trùng khớp với các bộ ngành hành pháp. Các dự luật thông qua các ủy ban này trước khi được đưa ra thảo luận ý kiến. Tuy nhiên, trước khi ủy ban thông qua, chúng phải có được sự ủng hộ của ít nhất 20 thành viên, trừ khi được giới thiệu bởi Tổng thống. Để đảm bảo an toàn cho lần thông qua cuối cùng, một dự luật phải được sự chấp thuận của đa số những người có mặt; số phiếu ngang nhau là không đủ. Sau khi thông qua, các dự luật được gửi đến Tổng thống để phê duyệt; chúng phải được phê duyệt trong vòng 15 ngày.
Mỗi năm, dự luật ngân sách được trình lên Quốc hội bởi bên hành pháp. Theo luật, phải nộp ít nhất 90 ngày trước khi bắt đầu năm tài chính mới, và phiên bản cuối cùng phải được phê duyệt ít nhất 30 ngày trước khi bắt đầu năm tài chính. Quốc hội cũng chịu trách nhiệm kiểm toán các khoản chi tiêu trong năm cũ, và phải nộp ít nhất 120 ngày trước khi bắt đầu năm tài chính.
Các kỳ họp của Quốc hội có thể là thường xuyên (mỗi năm một lần, không quá 100 ngày) hoặc bất thường (theo yêu cầu của Tổng thống hoặc một cuộc họp kín, không quá 30 ngày). Các kỳ họp này thường mở cửa cho công chúng, nhưng có thể đóng cửa khi có đa số phiếu yêu cầu hoặc theo yêu cầu của Chủ tịch Quốc hội. Để các luật được thông qua trong bất kỳ kỳ họp nào, số đại biểu quy định là một nửa số thành viên cần phải có mặt.
Hiện tại, có bốn đảng chính trị được đại diện tại Quốc hội.

## Nhánh Hành pháp

Toà nhà dinh thự Tổng thống ở Yongsan-gu, Seoul

Đứng đầu nhánh hành pháp là Tổng thống. Tổng thống được bầu cử trực tiếp bởi người dân, và là thành viên duy nhất được bầu của hành pháp quốc gia. Tổng thống phục vụ cho một nhiệm kỳ năm năm; và không được tái cử. Tổng thống là người đứng đầu chính phủ, nguyên thủ quốc gia, và tổng tư lệnh các lực lượng vũ trang Hàn Quốc. Tổng thống được trao quyền tuyên chiến, và cũng có thể đề xuất luật pháp với Quốc hội. Tổng thống cũng có thể tuyên bố tình trạng khẩn cấp hoặc luật quân sự, tùy thuộc vào sự chấp thuận của Quốc hội. Tổng thống có thể phủ quyết các dự luật, với điều kiện là Quốc hội bỏ phiếu đại đa số hai phần ba. Tuy nhiên, Tổng thống không có quyền giải thể Quốc hội. Biện pháp bảo vệ này rút kinh nghiệm từ các chính phủ độc tài dưới các nền Đệ nhất, Đệ tam, Đệ tứ Cộng hòa.
Trong trường hợp bị nghi ngờ là có hành vi sai trái nghiêm trọng, Tổng thống và các quan chức cấp nội các sẽ bị Quốc hội triệu tập. Một khi Quốc hội biểu quyết tán thành việc buộc tội, Toà án Hiến pháp phải xác nhận hoặc từ chối quyết định luận tội, một lần nữa phản ánh hệ thống kiểm tra và cân bằng giữa ba nhánh của chính phủ.
Nội các (hangul: 국무회의, hanja: 國務會議, Romaja quốc ngữ: gungmuhoeui, phiên âm Hán-Việt: Quốc vụ hội nghị) là cơ quan cao nhất trong việc thảo luận và giải quyết chính sách ở nhánh hành pháp của Hàn Quốc. Hiến pháp Hàn Quốc yêu cầu nội các gồm từ 15 đến 30 thành viên bao gồm cả Chủ tịch, và hiện nội các gồm Tổng thống, Thủ tướng, Phó Thủ tướng và các bộ trưởng cấp nội các của 17 bộ. Theo Hiến pháp, Tổng thống là Chủ tịch Nội các và Thủ tướng Chính phủ Phó chủ tịch. Tuy nhiên Thủ tướng thường xuyên tổ chức các cuộc họp mà không có sự có mặt của Tổng thống vì cuộc họp có thể được tổ chức hợp pháp miễn là phần lớn thành viên Nội các có mặt tại cuộc họp. Gần đây, luật pháp đã được thay đổi để Nội các thậm chí có thể được họp trực tuyến như bằng qua điện thoại. Mặc dù không phải là thành viên chính thức của Nội các, nhưng Thư ký trưởng của Tổng thống, Bộ trưởng Văn phòng Điều phối Chính sách Chính phủ, Bộ trưởng Bộ Pháp chế Chính phủ, Bộ trưởng Bộ Ái quốc vụ và Cựu chiến binh vụ, Bộ trưởng Bộ An toàn Thực phẩm và Ma tuý, Chủ tịch Ủy ban Thương mại Công bình, Chủ tịch Ủy ban Các dịch vụ Tài chính, Thị trưởng thành phố đặc biệt Seoul và các quan chức khác được chỉ định bởi pháp luật hoặc cần thiết bởi Chủ tịch Nội các cũng có thể tham dự các cuộc họp Nội các và phát biểu trước Nội các dù không có quyền bỏ phiếu về các vấn đề được thảo luận trong các cuộc họp. Thị trưởng thành phố Seoul, mặc dù là người đứng đầu một khu tự trị địa phương ở Hàn Quốc và không trực tiếp liên quan đến nhánh hành pháp trung ương, nhưng được phép tham dự cuộc họp Nội các xét đến tình trạng đặc biệt của Seoul (Thành phố Đặc biệt) và thị trưởng của thành phố này (thị trưởng cấp Nội các duy nhất)..
Cần lưu ý rằng Nội các của Hàn Quốc thực hiện vai trò khác với các nước khác có cùng hình thức. Vì hệ thống chính trị của Hàn Quốc cơ bản là hệ thống tổng thống chế nhưng kết hợp một số khía cạnh của hệ thống Nội các từ thể chế đại nghị. Cụ thể hơn, Nội các Hàn Quốc thực hiện nghị quyết chính sách cũng như tham vấn chính sách cho Tổng thống. Điều đó phản ánh rằng Hàn Quốc về cơ bản là một nước cộng hòa tổng thống, các nghị quyết Nội các không thể ràng buộc quyết định của Tổng thống, và về vấn đề này Nội các Hàn Quốc cũng giống như các hội đồng cố vấn ở các nước cộng hòa tổng thống hoàn toàn. Đồng thời, Hiến pháp Hàn Quốc quy định cụ thể 17 loại, bao gồm cả các vấn đề về ngân sách và quân sự, đòi hỏi phải có Nghị quyết của Nội các ngoài sự chấp thuận của Tổng thống, và về vấn đề này Nội các Hàn Quốc cũng tương tự như các nội các của các nước cộng hòa đại nghị hoàn toàn.
Dinh thự và văn phòng chính thức của Tổng thống là Nhà Xanh (청와대, 靑瓦臺, Cheongwada)nằm ở Jongno-gu, Seoul. Tổng thống được hỗ trợ bởi Thủ tướng cũng như Văn phòng Tổng thống. Ngoài Văn phòng Tổng thống, Nhà Xanh còn có Văn phòng An ninh Quốc gia và bộ phận An ninh Tổng thống để hỗ trợ Tổng thống. Thủ tướng được Tổng thống bổ nhiệm theo sự chấp thuận của Quốc hội và có quyền đề nghị bổ nhiệm hoặc miễn nhiệm các Bộ trưởng trong Nội các. Thủ tướng được hỗ trợ nhiệm vụ bởi Văn phòng của Thủ tướng điều hành cả Văn phòng Điều phối Chính sách Chính phủ và Văn phòng Thủ tướng, trước đây do bộ trưởng cấp nội cácđứng đầu và sau đó là cấp Phó Thu tướng. Trong trường hợp Tổng thống không thể hoàn thành nhiệm vụ của mình, Thủ tướng sẽ nắm quyền của Tổng thống và điều hành nhà nước cho đến khi Tổng thống đủ điều kiện thực thi nhiệm vụ của mình hoặc cho đến khi một vị Tổng thống mới được bầu.

### Các bộ
Hiện nay có 18 bộ trong chính phủ Hàn Quốc 18 Bộ trưởng được Tổng thống chỉ định và báo cáo với Thủ tướng. Một số bộ còn có các cơ quan trực thuộc, báo cáo với cả Thủ tướng và Bộ trưởng Bộ trực thuộc. Mỗi cơ quan trực thuộc đứng đầu là một ủy viên cấp phó, ngoại trừ Cơ quan Công tố do một Công tố viên trưởng cấp bộ trưởng đứng đầu.
Bộ trưởng Bộ Kế hoạch và Tài chính và Bộ trưởng Bộ Giáo dục, theo luật, tự động đảm nhận vị trí của Phó Thủ tướng của Hàn Quốc.
Trong trường hợp Tổng thống không thể thực hiện nhiệm vụ của mình và Thủ tướng không thể đảm nhiệm vị trí của Tổng thống, các bộ trưởng tương ứng của các bộ ngành dưới đây sẽ đảm nhiệm vị trí của Tổng thống theo trình tự như phía dưới. Cũng lưu ý rằng Hiến pháp và các luật liên quan chỉ quy định Thủ tướng và 17 Bộ trưởng là những người có thể đảm nhiệm vị trí của Tổng thống. Hơn nữa, trong trường hợp Thủ tướng không thể thực hiện nhiệm vụ của mình, Phó Thủ tướng sẽ đảm nhiệm vị trí của Thủ tướng và nếu cả Thủ tướng và Phó Thủ tướng không thể thực hiện vai trò của Thủ tướng thì Tổng thống có thể chọn một trong số 17 bộ trưởng giữ vị trí của Thủ tướng hoặc để 17 bộ trưởng đảm nhận vị trí cũng theo thứ tự dưới.
Ủy viên của Dịch vụ thuế quốc gia, một quan chức cấp Phó Thủ tướng theo luật, thường được coi là một quan chức cấp bộ vì tầm quan trọng của Dịch vụ thuế quốc gia. Ví dụ, Phó tổng ủy của cơ quan này sẽ tham dự các cuộc họp mà các cơ quan khác sẽ cử các ủy viên của họ, và ủy viên của cơ quan này sẽ tham dự các cuộc họp mà các quan chức cấp Bộ triệu tập.
- Bộ Kế hoạch Tài chính (기획재정부)
  - Cục Thuế Quốc gia (국세청)
  - Cục Quan thuế (관세청)
  - Cục Mua sắm công (조달청)
  - Cục Thống kê (통계청)
- Bộ Giáo dục (교육부)
- Bộ Khoa học Công nghệ và Truyền thông (과학기술정보통신부), trước đây là Bộ Khoa học và Công nghệ Tương lai
  - Bưu điện Hàn Quốc
- Bộ Ngoại giao (외교부)
- Bộ Thống nhất (통일부)
- Bộ Tư pháp (법무부)
  - Văn phòng Công tố Hàn Quốc (검찰청)
- Bộ Quốc phòng (국방부)
  - Cục Binh vụ (병무청)
  - Cục Mua sắm Phòng vệ (방위사업청)
- Bộ Hành chính và An ninh (행정안전부)
- Bộ Văn hóa, Thể thao và Du lịch (문화체육관광부)
  - Cục Di sản Văn hóa (문화재청)
- Bộ Nông nghiệp và Thực phẩm (농림축산식품부)
  - Cục Phát triển Nông thôn (농촌진흥청)
  - Cục Lâm nghiệp (산림청)
- Bộ Công nghiệp, Thương mại và Tài nguyên (산업통상자원부)
  - Cục Sở hữu trí tuệ (특허청)
- Bộ Y tế và Phúc lợi (보건복지부)
- Bộ Môi trường (환경부)
  - Cục Khí tượng (기상청)
- Bộ Lao động và Việc làm (고용노동부)
- Bộ Gia đình và Phụ nữ (여성가족부)
- Bộ Đất đai, Cơ sở hạ tầng và Giao thông vận tải (국토교통부)
  - Cục Kiến thiết đô thị và trung tâm hành chính phức hợp (행정중심복합도시건설청)
  - Cục Đầu tư và phát triển Saemangeum (새만금개발청) [24]
- Bộ Đại dương và Thủy sản (해양수산부)
- Bộ Doanh nghiệp nhỏ, vừa và khởi nghiệp (중소벤처기업부), trước là Cục Doanh nghiệp nhỏ và vừa

### Các cơ quan độc lập
Các cơ quan này chịu trách nhiệm báo cáo trực tiếp cho Tổng thống:
- Viện Giám sát Kiểm tra (감사원) [25]

Giám đốc Viện chịu trách nhiệm giám sát hành chính chung, phải được Quốc hội thông qua để được bổ nhiệm bởi Tổng thống. Ngoài ra, mặc dù luật pháp không quy định rõ ràng về vị trí giám đốc này trong thứ bậc của chính phủ Hàn Quốc, nhưng theo thông lệ, giám đốc Viện sẽ được hưởng mức lương như Phó Thủ tướng. Điều này là do luật quy định rằng Bí thư Viện, vị trí cao thứ hai trong tổ chức, tương đương một bộ trưởng và vì vậy giám đốc, trực tiếp chỉ đạo bí thư trong tổ chức, ít nhất phải tương đương Phó Thủ tướng để có thể kiểm soát toàn bộ tổ chức mà không có xung đột quyền lực.
- Cơ quan Tình báo Quốc gia (국가정보원) [26]
- Ủy ban Truyền thông (방송통신위원회) [27]

Các hội đồng sau đây cố vấn cho Tổng thống về các vấn đề thích hợp:
- Hội đồng An ninh Quốc gia (국가안전보장회의) [28]
- Hội đồng Tư vấn Thống nhất Hòa bình Dân chủ (민주평화통일자문회의) [29]
- Hội đồng Tư vấn Kinh tế Quốc dân (국민경제자문회의) [30]
- Hội đồng Tư vấn Khoa học Kỹ thuật Quốc gia (국가과학기술자문회의) [31]

Các cơ quan sau báo cáo trực tiếp với Thủ tướng:
- Vụ Pháp chế (법제처) [32]
- Vụ Báo công quốc gia (국가보훈처) [33]
- Vụ An ninh công cộng (국민안전처)
- Vụ An toàn thực phẩm và y dược (식품의약품안전처) [34]
- Cơ quan Cảnh sát Quốc gia (경찰청)
- Cơ quan Cứu hỏa Quốc gia (소방방재청)
- Cảnh sát biển Hàn Quốc (해양경찰청) [35]
- Ủy ban Công bằng Thương mại (공정거래위원회) [36]
- Ủy ban Dịch vụ Tài chính (금융위원회) [37]
- Ủy ban Phát triển dân quyền (국민권익위원회) [38]
- Ủy ban An toàn Hạt nhân (원자력안전위원회) [39]

### Vấn đề di chuyển các cơ quan chính phủ
Cho đến gần đây hầu như tất cả các cơ quan của chính phủ trung ương đều nằm trong Khu phức hợp chính phủ ở Seoul hoặc Gwacheon, ngoại trừ một số cơ quan nằm trong khu phức hợp ở Daejeon. Dù thành phố Gwacheon được xây dựng ngay bên ngoài Seoul nhằm phục vụ việc xây dựng khu phức hợp chính phủ mới, hầu như tất cả các chức năng hành chính của Hàn Quốc đều tập trung ở Seoul. Tuy nhiên, gần đây đã có quyết định rằng đa số các cơ quan chính phủ chuyển đến thành phố tự quản Sejong thành lập ở tỉnh Chungcheong Nam để các cơ quan chính phủ có thể tiếp cận tốt hơn từ hầu hết các khu vực của Hàn Quốc và đồng thời tập trung vào Seoul có thể bị cản trở. Cho đến nay chỉ có giai đoạn đầu của dự án đã hoàn thành và các cơ quan được lựa chọn sẽ từng bước di chuyển từng khu vực tới khu phức hợp của chính phủ mới tại thành phố Sejong trong vài năm tới.

## Nhánh Tư pháp
Nhánh tư pháp bao gồm Toà án Tối cao, Toà án Hiến pháp, Toà phúc thẩm khu vực, và các tòa án địa phương, quận, huyện, thành phố và tòa án chuyên môn. Tất cả các tòa án đều thuộc thẩm quyền của cơ quan tư pháp quốc gia; các tòa án địa phương độc lập không được thừa nhận. Các thẩm phán trong toàn hệ thống đều phải thông qua một hệ thống đào tạo khắt khe bao gồm một chương trình hai năm và hai năm học việc. Tất cả các hoạt động đào tạo tư pháp được cung cấp thông qua Viện Nghiên cứu và Đào tạo Tư pháp, và chỉ giới hạn cho những người đã vượt qua kỳ thi Lý luận Quốc gia.
Toà án Tối cao đứng đầu nhánh tư pháp của chính phủ và là tòa phúc thẩm cuối cùng cho tất cả các trường hợp theo luật Hàn Quốc. Tòa án Tối cao, đặt tại Seoul, bao gồm 14 thẩm phán, trong đó có một Chánh án. Chánh án Tòa án Tối cao có quyền hành trong toàn bộ hành chính của tòa án và có thể đề nghị pháp chế liên quan đến tòa án cho Quốc hội. Thẩm phán phải từ 40 tuổi trở lên và có ít nhất 15 năm kinh nghiệm thực hành luật. Họ phục vụ cho nhiệm kỳ sáu năm; Chánh án không thể được bổ nhiệm lại, nhưng các thẩm phán khác có thể.
Dưới Tòa án Tối cao có các tòa phúc thẩm, đặt tại 5 thành phố lớn. Các tòa phúc thẩm thường bao gồm một ban gồm ba thẩm phán. Bên dưới là các tòa án quận, nơi có tại hầu hết các thành phố lớn. Dưới đó là các tòa án chi nhánh và thị xã, được đặt trên toàn quốc và giới hạn trong các khiếu nại nhỏ và các vi phạm nhỏ. Các tòa án chuyên biệt cũng tồn tại cho các vụ án gia đình, hành chính và bằng sáng chế.
Toà án Hiến pháp, độc lập với Toà án Tối cao, chịu trách nhiệm hoàn toàn với việc xem xét Hiến pháp và với các quyết định buộc tội. Các vấn đề pháp lý khác được Tòa án Tối cao giám sát. Hệ thống này vừa mới được thành lập thời Đệ lục Cộng hòa, nhằm giúp bảo vệ chống lại sự vượt quyền như các chế độ cũ. Tòa án Hiến pháp bao gồm chín thẩm phán. Trong số này, ba người được đề nghị bởi Chánh án Tối cao, ba do Quốc hội, và ba bởi Tổng thống; tuy nhiên, tất cả đều phải do Tổng thống bổ nhiệm. Chủ tịch Toà án Hiến pháp do Chủ tịch Quốc hội bổ nhiệm, phải được Quốc hội thông qua. Các thành viên của tòa án phục vụ cho các nhiệm kỳ sáu năm, có thể tái nhiệm, và không được lớn hơn 65 tuổi (ngoại trừ Chủ tịch của tòa án có thể 70 tuổi).
Bởi vì Hiến pháp Hàn Quốc xác định lãnh thổ của Hàn Quốc là "bán đảo Triều Tiên và các hòn đảo lân cận", tòa án Hàn Quốc cho phép các đại diện của Triều Tiên xuất hiện tại các tòa án Hàn Quốc liên quan đến vấn đề thừa kế trong các trường hợp người Hàn Quốc đã chết với người thừa kế Triều Tiên. Các quỹ được ủy thác và chỉ giải tán khi có sự chấp thuận của chính phủ.

## Bầu cử
Các cuộc bầu cử ở Hàn Quốc được tổ chức ở cấp quốc gia để lựa chọn Tổng thống và Quốc hội. Hàn Quốc có một hệ thống đa đảng, với hai bên chi phối và nhiều bên thứ ba. Các cuộc bầu cử được giám sát bởi Chi nhánh cử tri, Ủy ban Bầu cử Quốc gia. Cuộc bầu cử Tổng thống gần đây nhất được tổ chức vào ngày 9 tháng 5 năm 2017. Cuộc bầu cử Quốc hội gần nhất là cuộc Bầu cử Quốc hội khóa XX vào ngày 13 tháng 4 năm 2016.
Tổng thống được bầu trực tiếp trong một nhiệm kỳ năm năm duy nhất bằng cách bỏ phiếu theo đa số. Quốc hội có 300 thành viên được bầu cho nhiệm kỳ bốn năm, trong đó: 253 người từ các đơn vị bầu cử một ghế và 47 người theo đại diện tỷ lệ. Mỗi đảng riêng biệt sẵn sàng đại diện cho các chính sách của mình trong Quốc hội phải có đủ tiêu chuẩn cho cuộc bầu cử (tổng quyền) lập pháp, nếu: (i) Nếu bỏ phiếu toàn quốc đạt trên 3,00% trên tranh cử tỷ lệ hoặc (ii) nếu có nhiều hơn 5 thành viên của đảng đó đã được bầu trong mỗi khu vực bầu cử "người dẫn đầu giành ghế" của họ.

## Ủy ban Nhân quyền
Ủy ban Nhân quyền Quốc gia Hàn Quốc (Hangul: 국가 인권 위원회, Hanja: 國家 人權 委員會), theo luật pháp, được đảm bảo là một địa vị độc lập đối với tất cả các vấn đề nhân quyền ở Hàn Quốc. Để đảm bảo vị thế độc lập của nó, nó được pháp luật tách ra khỏi cả ba nhánh lập pháp, hành pháp, tư pháp của chính phủ Hàn Quốc. Hơn nữa, để bảo đảm sự độc lập của mình, 4 trong số 11 ủy viên sẽ được lựa chọn bởi Quốc hội, 4 ủy viên lựa chọn bởi Tổng thống, 3 ủy viên còn lại lựa chọn bởi Chánh án, vì vậy mà không có nhánh nào có thể chiếm đa số trong Ủy ban.

## Chính quyền địa phương
Quyền tự trị địa phương được trở thành một nguyên tắc hiến pháp từ thời Đệ nhất Cộng hòa Hàn Quốc. Tuy nhiên, trong phần lớn thế kỷ 20, nguyên tắc này không được tôn trọng. Từ năm 1965 đến năm 1995, các chính quyền địa phương được điều hành trực tiếp bởi các chính quyền tỉnh, do chính quyền quốc gia điều hành trực tiếp. Tuy nhiên, kể từ cuộc bầu cử năm 1995, mức độ tự trị địa phương đã được khôi phục. Tòa án và hội đồng địa phương được bầu ở mỗi cấp hành chính thứ nhất và thứ hai của Hàn Quốc, tức là ở mọi tỉnh, thành phố đô thị hoặc thành phố đặc biệt và quận. Các viên chức cấp dưới, như thị trấn (eup) và làng (dong), được chính quyền thành phố hoặc huyện chỉ định.
Quyền tự trị địa phương không mở rộng đến nhánh tư pháp và cũng chưa mở rộng đến nhiều lĩnh vực khác, bao gồm phòng cháy chữa cháy và giáo dục - được quản lý bởi các cơ quan quốc gia độc lập. Các chính quyền địa phương cũng có rất ít cơ quan hoạch định chính sách; nhìn chung, điều mà họ có thể làm là quyết định các chính sách quốc gia sẽ được thực hiện như thế nào ở địa phương họ. Tuy nhiên, đã có một số áp lực chính trị cho phạm vi tự trị địa phương cần được mở rộng.
Mặc dù quận trưởng của mỗi quận được bầu ra tại địa phương, các phó quận trưởng vẫn do chính quyền trung ương bổ nhiệm. Đó là những quan chức phó có thẩm quyền chi tiết về hầu hết các vấn đề hành chính.

## Công vụ
Dịch vụ công dân (công vụ) Hàn Quốc do Bộ Quản lý Nhân sự quản lý. Đây là một hệ thống lớn, và vẫn là một hệ thống khép kín, mặc dù những nỗ lực cởi mở và cải cách đang được tiến hành. Để đạt được một vị trí trong công vụ, thông thường cần vượt qua một hoặc nhiều kỳ thi rất khó khăn. Các vị trí được truyền thống được đưa ra dựa trên thâm niên, trong một hệ thống phân loại phức tạp; tuy nhiên, hệ thống này được cải cách đáng kể vào năm 1998.
Hiện nay có hơn 800.000 công chức tại Hàn Quốc. Hơn một nửa trong số này được thuê bởi chính quyền trung ương; chỉ có khoảng 300.000 người làm việc tại các chính quyền địa phương. Ngoài ra, chỉ có vài nghìn người được tuyển dụng bởi các cơ quan lập pháp và hành pháp quốc gia; phần lớn được tuyển dụng bởi các bộ trong mảng hành pháp. Quy mô công vụ gia tăng đều đặn từ những năm 1950 đến cuối những năm 1990, nhưng đã giảm nhẹ kể từ năm 1995.
Công vụ không bao gồm các cử tri chính trị và các viên chức được bầu. Trên thế giới hiện có hai mô hình công vụ điển hình, đó là mô hình công vụ chức nghiệp và mô hình công vụ việc làm (hợp đồng). Nhân viên hợp đồng thường được trả mức lương cao hơn và được tuyển dụng cho các công việc cụ thể. Các công vụ chức nghiệp chiếm phần lớn trong dịch vụ dân sự và được bố trí trong một hệ thống 9 cấp, trong đó cấp 1 là trợ lý bộ trưởng và cấp 9 là các nhân viên mới nhất và cấp thấp nhất. Sự thăng tiến được quyết định bởi thâm niên, quá trình rèn luyện, và đánh giá thành tích. Tiền lương cơ bản của công chức chỉ chiếm dưới một nửa mức lương hàng năm; phần còn lại được cung cấp trong một hệ thống tiền thưởng phức tạp. Công chức hợp đồng được thanh toán dựa trên mức lương cạnh tranh trong khu vực tư nhân.
Hàn Quốc là một quốc gia châu Á đã tiến hành nhiều cải cách trong nền công vụ. Năm 2010, Tổ chức Hợp tác và Phát triển Kinh tế (OECD) đánh giá Hàn Quốc là một trong những quốc gia dẫn đầu về nỗ lực cải cách hành chính. Hiện nay, Hàn Quốc đang áp dụng mô hình công vụ chức nghiệp đạt được nhiều chuyển biến tích cực theo hướng "mở", linh hoạt và hiệu quả.